# Nahverkehr Mainfranken
Der Nahverkehr Mainfranken (NVM) ist ein Tarif- und Verkehrsverbund, der am 12. Dezember 2017 gegründet wurde und am 1. Januar 2025 den Verbundbetrieb aufnahm. Er umfasst die gesamte Region Mainfranken, also die Planungsregion Würzburg (Nr. 2) und die Planungsregion Main-Rhön (Schweinfurt) (Nr. 3). Er sorgt für einheitliche Tarife und abgestimmte Fahrpläne unter den verschiedenen Trägern des öffentlichen Nahverkehrs.
Der Nahverkehr Mainfranken löste den Verkehrsunternehmens-Verbund Mainfranken (VVM) und verschiedene Verkehrsgemeinschaften im Raum Schweinfurt ab.

## Geschichte
Bis 2004 existierte im Gebiet von Stadt und Landkreis Würzburg zunächst der Würzburger Tarifverbund. Am 1. August 2004 wurde dieser durch den Verkehrsunternehmens-Verbund Mainfranken (VVM) ersetzt. Der VVM brachte einen neuen Wabentarif mit sich, war aber nach wie vor ein Verbund der Verkehrsunternehmen. Zum 1. Februar 2009 wurde das Verbundgebiet um die benachbarte Kitzinger Nahverkehrsgemeinschaft (KiNG) erweitert. Zuvor bestand seit Herbst 2006 mit dem Landkreis Kitzingen eine Kooperation, durch die die Gültigkeit von Fahrscheinen der Kitzinger Nahverkehrs-Gemeinschaft auf den Stadtverkehr in Würzburg ausgedehnt wurde. Seit dem 1. August 2013 gehörte außerdem der Nahverkehr im Landkreis Main-Spessart zum VVM.
Bereits damals bestanden Ansätze, einen gemeinsamen Aufgabenträger-Verbund für die gesamte Region Mainfranken zu errichten. Zu diesem Ziel wurde im Dezember 2017 unter Beteiligung der Landkreise und kreisfreien Städte in Mainfranken die Nahverkehr Mainfranken GmbH gegründet. Anfangs war eine schrittweise Integration der bestehenden Verkehrsunternehmen über Kooperationsverträge in den neuen Verkehrsverbund und eine Betriebsaufnahme zum 1. August 2022 vorgesehen. Dieser Plan verzögerte sich jedoch insofern, als dass 2022 erst die nötigen Verkehrszählungen als Basis für die künftigen Verkehrsplanungen und Einnahmeaufteilungen starten konnten. Dieser Prozess lief unter dem Motto „Nahverkehr zählt“ bis zum April 2023.
Im Juli 2024 stimmte die Stadt Würzburg als letzter der beteiligten Gesellschafter der Einführung des neuen Verbundtarifs zu. Somit konnte der Nahverkehr Mainfranken seinen Verbundbetrieb am 1. Januar 2025 aufnehmen und zu diesem Zeitpunkt den Verkehrsunternehmens-Verbund Mainfranken ablösen.

## Verkehrsangebot
Im NVM-Gebiet sind verschiedene Verkehrsmittel integriert. Dazu gehören die Eisenbahn, der Regional- und der Stadtbusverkehr sowie Anruflinientaxen.
14 Regionalexpress- und Regionalbahnlinien führen durch den NVM. Nur die RB 50 und RB 80 sowie der RE 57 verkehren ausschließlich im NVM-Gebiet, die anderen Linien stellen Verbindungen zum Verkehrsverbund Großraum Nürnberg und zur Verkehrsgemeinschaft am Bayerischen Untermain sowie nach Baden-Württemberg, Hessen und Thüringen her. 
- RE 7: Würzburg – Schweinfurt – Ebenhausen – Arnstadt – Erfurt
- RE 8: Würzburg – Lauda – Osterburken – Bad Friedrichshall – Heilbronn – Bietigheim-Bissingen – Stuttgart
- RE 10: Würzburg – Kitzingen – Neustadt (Aisch) – Fürth – Nürnberg
- RE 20: Würzburg – Schweinfurt – Haßfurt – Bamberg – Fürth – Nürnberg
- RB 40: Schweinfurt – Ebenhausen – Mellrichstadt – Meiningen
- RB 50: Gemünden (Main) – Gräfendorf – Hammelburg – Bad Kissingen – Ebenhausen – Schweinfurt
- RB 53: Bamberg – Schweinfurt – Würzburg – Gemünden (Main) – Jossa – Schlüchtern
- RE 54: Frankfurt – Maintal – Hanau – Aschaffenburg – Würzburg – Schweinfurt – Haßfurt – Bamberg
- RE 55: Frankfurt – Offenbach – Hanau – Aschaffenburg – Würzburg/Bamberg
- RE 57: Würzburg – Schweinfurt – Ebenhausen – Bad Kissingen
- RB 79: Aschaffenburg – Gemünden – Würzburg
- RE 80: Würzburg – Ansbach – Treuchtlingen – Donauwörth – Augsburg – München
- RB 80: Würzburg – Winterhausen – Marktbreit
- RB 85: Würzburg – Reichenberg – Lauda – Eubigheim – Osterburken

## Verbundtarif
Das Gebiet des Nahverkehr Mainfranken ist in Tarifwaben eingeteilt, wobei sich der Fahrpreis an der Anzahl durchfahrener Zonen bemisst. Ab der zwölften durchfahrenen Zone findet eine Deckelung statt. Ein besonderer Tarif gilt in der Stadt Würzburg sowie den benachbarten Kommunen Höchberg und Gerbrunn, zusammen „Großwabe“ genannt.

### Tarifangebot
Folgende Ticketarten werden angeboten:
- Einzelkarten für Jedermann
  - Einzelkarte Erwachsener/Kind
  - 6er-Karte Erwachsener
  - Tageskarte Solo/Gruppe
- Zeitkarten für Jedermann
  - Monatskarte
  - Monatskarte Abo
  - 9-Uhr-Abo
- Zeitkarten Ausbildung
  - Monatskarte Ausbildung
  - Semesterticket (THWS Schweinfurt, Würzburger Hochschulen)
- Sondertarife (Bayern-Ticket, Bayern-Ticket Nacht, Deutschlandticket)

### Übergangsbereiche
Die Landkreise Haßberge und Kitzingen sind neben dem NVM auch Mitglied im Verkehrsverbund Großraum Nürnberg (VGN). Im Binnenverkehr des Landkreises Haßberge kommt der VGN-Tarif zum Einsatz, der NVM-Tarif hingegen nur bei Fahrten ins übrige NVM-Gebiet. Beim Landkreis Kitzingen verhält sich dies umgekehrt: Im Binnenverkehr gilt der NVM-Tarif, bei ins VGN-Gebiet übergreifenden Verbindungen hingegen der VGN-Tarif.
In verschiedenen weiteren Gebieten am Rand des Verbunds kommt der NVM-Tarif auch bei Fahrten in benachbarte Landkreise zur Anwendung. So können mehr Verbindungen angeboten werden, auf denen nur ein Ticket gekauft werden muss. Folgende Relationen sind so integriert:
- Buslinie 492: Würzburg – Wenkheim (Main-Tauber-Kreis)
- Buslinien 632/662: Wertheim (Main-Tauber-Kreis) – Marktheidenfeld/Schollbrunn
- Buslinie 829: Mellrichstadt – Eußenhausen – Klinikum Meiningen (Landkreis Schmalkalden-Meiningen)
- Buslinie 1178: Ermershausen – Hafenpreppach – Coburg (Landkreis Coburg, Stadt Coburg)
- Expressbus 8054/8113: Bad Kissingen – Bad Brückenau – Fulda (Landkreis Fulda)
- Buslinie 8056: Bad Brückenau – Jossa (Main-Kinzig-Kreis)
- Buslinie 8305: Bad Neustadt – Bischofsheim – Gersfeld (Landkreis Fulda)
- der westliche Teil der Verwaltungsgemeinschaft Ebrach (Landkreis Bamberg) aufgrund dessen Lage zwischen den Landkreisen Haßberge und Kitzingen
- Markt Bibart und Uffenheim (Landkreis Neustadt an der Aisch-Bad Windsheim)

Umgekehrt kommt der Tarif des Verkehrsverbunds Rhein-Neckar (VRN) bei Verbindungen zwischen Würzburg und dem VRN-Gebiet zur Anwendung.

## Gesellschafter
Gesellschafter des NVM sind die Landkreise und kreisfreien Städten in Mainfranken, also die entsprechenden ÖPNV-Aufgabenträger:
- Stadt Schweinfurt
- Stadt Würzburg
- Landkreis Bad Kissingen
- Landkreis Haßberge
- Landkreis Kitzingen
- Landkreis Main-Spessart
- Landkreis Rhön-Grabfeld
- Landkreis Schweinfurt
- Landkreis Würzburg

Außerdem besteht ein Kooperationsvertrag mit dem Landkreis Neustadt an der Aisch-Bad Windsheim, da einige dessen Gemeinden neben dem VGN auch im NVM integriert sind.

## Weblink
- Website des Verkehrsverbundes